# 欧州通貨機構
欧州通貨機構 (おうしゅうつうかきこう、英：European Monetary Institute、略称：EMI) は、1994年1月、欧州通貨統合の実現に向けて設立された準備機関。欧州中央銀行 (ECB、1998年設立)の前身
。欧州通貨機関とも呼ばれる。

## 設立
欧州通貨機構は、欧州通貨統合に向けての第2段階として1994年1月に設立された。同機構の主な目的は、通貨政策に関する欧州連合加盟国間の協力強化を通じて第3段階の欧州中央銀行制度（ESCB）および欧州中央銀行の設立を準備することであった。初代総裁には国際決済銀行の前事務総長アレクサンドル・ラムファルシーが就き、1997年にララムファルシーの後を引き継いだウィム・ドイセンベルク（オランダ）は、その後欧州中央銀行の初代総裁となった。本部はドイツのフランクフルトに置かれ、業務は主に各国中央銀行からの出向職員250名未満によって支えられていた。

## 役割
第3段階への移行準備を含む、EMIに与えられた役割は次のとおりであった
。
- 各国中央銀行間の協力関係を強化する
- 物価の安定化を目指し、欧州連合加盟国間における通貨政策の調整を強化する
- 欧州通貨制度（EMS）の運営を監視する
- 各国中央銀行の権限内にあって、金融機関および金融市場の安定に影響を与える諸問題について協議する
- 欧州通貨協力基金（European Monetary Cooperation Fund、略称：EMCF）の任務を引き継ぐ[5]
- 欧州通貨単位（ECU） 手形交換制度の円滑な運営を含め、ECUの利用を促進する

- 第3段階で統一通貨政策を実行するために必要な法律文書および手続きを用意する
- 必要に応じ、EMIの権限が及ぶ範囲内の分野に関する統計の収集、編纂、配布に適用される法規および手続きの調和を促進する
- ESCBの枠組み内で各国の中央銀行が遵守すべき運用法規を用意する
- 国際決済の効率化を促進する
- ECU紙幣の技術的準備を監督する

## 参考資料
- 白井さゆり「EUの通貨統合と金融・財政政策の規律」『SFCディスカッションペーパー』SFC-DP 2009-00、慶應義塾大学、2009年、2014年2月10日閲覧。